# Monte Buceto
Il monte Buceto (1.152 metri) è una montagna che si eleva all'estremità sud-occidentale del cono vulcanico del monte Amiata, a nord-ovest del monte Labbro, e assieme al vicino monte Aquilaia delimita a est il territorio della valle dell'Ombrone e a nord l'area delle colline dell'Albegna e del Fiora.
Il rilievo montuoso si innalza ai limiti sud-occidentali del territorio comunale di Arcidosso, poco a est della località di Stribugliano; nelle sue sponde sud-orientali si trova la sorgente del  fiume Albegna.